# Mound City (Misuri)
Mound City es una ciudad ubicada en el condado de Holt en el estado estadounidense de Misuri. En el Censo de 2010 tenía una población de 1159 habitantes y una densidad poblacional de 347,16 personas por km².

## Geografía
Mound City se encuentra ubicada en las coordenadas 40°8′12″N 95°14′2″O / 40.13667, -95.23389. Según la Oficina del Censo de los Estados Unidos, Mound City tiene una superficie total de 3.34 km², de la cual 3.34 km² corresponden a tierra firme y (0%) 0 km² es agua.

## Demografía
Según el censo de 2010, había 1159 personas residiendo en Mound City. La densidad de población era de 347,16 hab./km². De los 1159 habitantes, Mound City estaba compuesto por el 96.12% blancos, el 0.17% eran afroamericanos, el 2.42% eran amerindios, el 0.69% eran asiáticos, el 0% eran isleños del Pacífico, el 0% eran de otras razas y el 0.6% pertenecían a dos o más razas. Del total de la población el 1.12% eran hispanos o latinos de cualquier raza.